# Élections municipales de 1959 dans la Somme
Les élections municipales ont eu lieu les 8 et 15 mars 1959 dans la Somme.

## Maires sortants et maires élus
Les maires élus à la suite des élections municipales dans les communes de plus de 2 000 habitants :
| Commune                | Population | Maire sortant    | Parti | Parti | Maire élu             | Parti | Parti |
| ---------------------- | ---------- | ---------------- | ----- | ----- | --------------------- | ----- | ----- |
| Abbeville              | 19 502     | Max Lejeune      |       | SFIO  | Max Lejeune           |       | SFIO  |
| Ailly-sur-Somme        | 2 179      | Daniel Tabary    |       | PCF   | Daniel Tabary         |       | PCF   |
| Albert                 | 8 991      | Henry Potez      |       | Rad.  | Alfred Leclercq       |       | PCF   |
| Amiens                 | 92 506     | Camille Goret    |       | SFIO  | Maurice Vast          |       | SFIO  |
| Beauval                | 2 132      |                  |       |       | Pierre Villain        |       | UGS   |
| Cayeux-sur-Mer         | 2 521      |                  |       |       |                       |       |       |
| Corbie                 | 4 224      | Jean Truquin     |       | DVG   | Gustave Poingt        |       | SFIO  |
| Le Crotoy              | 2 719      | René Crépin      |       | DVD   | Léandre Lebœuf        |       | DVG   |
| Doullens               | 6 169      | Kléber Mopty     |       | Rad.  | Kléber Mopty          |       | Rad.  |
| Feuquières-en-Vimeu    | 2 010      |                  |       |       | Léonce Basse          |       | SFIO  |
| Flixecourt             | 3 137      | Eugène Leclercq  |       | Rad.  | Eugène Leclercq       |       | Rad.  |
| Fressenneville         | 2 005      | Maurice Petit    |       | SFIO  | Maurice Petit         |       | SFIO  |
| Friville-Escarbotin    | 3 477      | Eugène Desenclos |       | SFIO  | Eugène Desenclos      |       | SFIO  |
| Gamaches               | 2 990      | Achille Baillet  |       | Rad.  | Charles Rocher-Barrat |       |       |
| Ham                    | 3 598      | Gaston Lejeune   |       | SFIO  | Gaston Lejeune        |       | SFIO  |
| Longueau               | 4 811      | Louis Prot       |       | PCF   | Louis Prot            |       | PCF   |
| Mers-les-Bains         | 3 659      | Ernest Dailly    |       | UNR   | Ernest Dailly         |       | UNR   |
| Montdidier             | 4 557      | Georges Marcel   |       | SFIO  | Georges Marcel        |       | SFIO  |
| Moreuil                | 2 607      | Yves Bédier      |       |       | Yves Bédier           |       |       |
| Nesle                  | 2 075      | Camille Gautier  |       |       | Camille Gautier       |       |       |
| Péronne                | 4 446      | Daniel Boinet    |       | Rad.  | Daniel Boinet         |       | Rad.  |
| Rosières-en-Santerre   | 2 205      | Raoul Régnier    |       |       | Raoul Régnier         |       |       |
| Roye                   | 4 635      | André Coël       |       | SFIO  | André Coël            |       | SFIO  |
| Rue                    | 2 782      | Ernest Dumont    |       | CNIP  | Gabriel Deray         |       | SFIO  |
| Saint-Ouen             | 2 351      | Jean Martin      |       | PCF   |                       |       |       |
| Saint-Valery-sur-Somme | 3 112      | René Delepierre  |       | CNIP  | Maurice Robart        |       | SFIO  |
| Villers-Bretonneux     | 3 326      | Luther Querson   |       | PCF   | Pierre Tranchart      |       | DVD   |
| * Ne se représente pas |            |                  |       |       |                       |       |       |

### Résultats en nombre de mairies
| Partis        | Partis                                         | Maires sortants | Maires élus | Évolution     |
| ------------- | ---------------------------------------------- | --------------- | ----------- | ------------- |
|               | Section française de l'Internationale ouvrière | 7               | 11          | 4             |
|               | Parti radical-socialiste                       | 5               | 3           | 2             |
|               | Divers gauche                                  | 1               | 1           | en stagnation |
| Centre-gauche | Centre-gauche                                  | 13              | 15          | 2             |
|               |                                                |                 |             |               |
|               | Parti communiste français                      | 4               | 3           | 1             |
|               | Union de la gauche socialiste                  | /               | 1           | 1             |
| Gauche        | Gauche                                         | 4               | 4           | en stagnation |
|               |                                                |                 |             |               |
|               | Union pour la nouvelle République              | 1               | 1           | en stagnation |
|               | Divers droite                                  | 1               | 1           | en stagnation |
|               | Centre national des indépendants et paysans    | 2               | /           | 2             |
| Droite        | Droite                                         | 4               | 2           | 2             |
|               |                                                |                 |             |               |
|               | Non déterminés                                 | 6               | 6           | en stagnation |
| Divers        | Divers                                         | 6               | 6           | en stagnation |
|               |                                                |                 |             |               |
| Total         | Total                                          | 27              | 27          |               |

## Résultats

### Amiens
Maire sortant : Camille Goret (SFIO)
37 sièges à pourvoir
| Tête de liste                                       | Tête de liste                    | Liste             | Premier tour | Premier tour | Second tour | Second tour | Sièges |  |
| Tête de liste                                       | Tête de liste                    | Liste             | Voix         | %            | Voix        | %           | CM     |  |
| --------------------------------------------------- | -------------------------------- | ----------------- | ------------ | ------------ | ----------- | ----------- | ------ |  |
|                                                     | René Lamps                       | PCF - UGS         | 18 658       | 43,00        | 21 138      | 46,21       | 0      |  |
| Liste d'unité d'action des gauches                  |                                  |                   | 18 658       | 43,00        | 21 138      | 46,21       | 0      |  |
|                                                     | Camille Goret* puis Maurice Vast | SFIO - MRP - CNIP | 15 827       | 36,48        | 24 597      | 53,78       | 37     |  |
| Liste d'entente républicaine et d'action municipale |                                  |                   | 15 827       | 36,48        | 24 597      | 53,78       | 37     |  |
|                                                     | Fred Moore                       | UNR               | 8 899        | 20,51        | 24 597      | 53,78       | 37     |  |
| Liste de la majorité présidentielle                 |                                  |                   | 8 899        | 20,51        | 24 597      | 53,78       | 37     |  |
|                                                     |                                  |                   |              |              |             |             |        |  |
| Inscrits                                            | Inscrits                         | Inscrits          | 60 022       | 100,00       | 60 022      | 100,00      |        |  |
| Abstentions                                         | Abstentions                      | Abstentions       | 14 613       | 24,35        | 12 577      | 20,95       |        |  |
| Votants                                             | Votants                          | Votants           | 45 409       | 75,65        | 47 445      | 79,05       |        |  |
| Blancs et nuls                                      | Blancs et nuls                   | Blancs et nuls    | 1 462        | 3,22         | 1 002       | 2,11        |        |  |
| Exprimés                                            | Exprimés                         | Exprimés          | 43 947       | 96,78        | 46 443      | 97,89       |        |  |
| * Maire sortant                                     |                                  |                   |              |              |             |             |        |  |